# Episodi de Le tenebrose avventure di Billy e Mandy
Elenco degli episodi della serie televisiva animata Le tenebrose avventure di Billy e Mandy.
Un episodio pilota è stato trasmesso negli Stati Uniti, da Cartoon Network all'interno di The Cartoon Cartoon Show, il 9 giugno 2000. La prima stagione, composta da 24 episodi, è stata trasmessa dal 24 agosto 2001 al 22 ottobre 2004. La seconda stagione, composta da 20 episodi, è stata trasmessa dall'11 giugno al 26 novembre 2004. La terza stagione, composta da 8 episodi, è stata trasmessa dal 25 febbraio al 30 giugno 2005. La quarta stagione, composta da 8 episodi, è stata trasmessa dal 29 luglio al 16 dicembre 2005. La quinta stagione, composta da 13 episodi, è stata trasmessa dal 6 gennaio al 21 luglio 2006. La sesta stagione, composta da 11 episodi, è stata trasmessa dal 6 ottobre 2006 al 9 novembre 2007.
Sono stati distribuiti tre lungometraggi: Billy & Mandy alla ricerca dei poteri perduti il 30 marzo 2007, La collera della regina ragno il 6 luglio 2007 e Gang Spaccagrugno il 12 ottobre 2008.
Inoltre sono stati trasmessi quattro episodi speciali: Billy & Mandy in un infernale Halloween il 1º ottobre 2003, Billy & Mandy salvano il Natale il 16 dicembre 2005, Billy & Mandy avventura ai quattro formaggi il 28 maggio 2007 e Le tenebrose avventure del KND (episodio crossover con la serie animata Nome in codice: Kommando Nuovi Diavoli).
In Italia la prima stagione è stata trasmessa da Cartoon Network dal 31 ottobre 2002 al 4 novembre 2004. La seconda stagione è stata trasmessa dal 31 ottobre al 18 novembre 2005. La terza stagione è stata trasmessa dal 2005. La quarta stagione è stata trasmessa dal 2006. La quinta stagione è stata trasmessa dal 30 ottobre al 15 novembre 2006. La sesta stagione è stata trasmessa dal 1º novembre al 15 novembre 2007.
I film sono andati in onda rispettivamente il 31 ottobre 2007, il 1º novembre 2007 e il 4 settembre 2010. Inoltre sono stati trasmessi Billy & Mandy in un infernale Halloween nel 2004, Billy & Mandy salvano il Natale il 25 dicembre 2006, Billy & Mandy avventura ai quattro formaggi nel 2007 e Le tenebrose avventure dei KND il 30 ottobre 2007.

## Stagione 1

### Stagione 1a
| n°  | Titolo originale                     | Titolo italiano              | Prima TV USA     | Prima TV Italia |
| --- | ------------------------------------ | ---------------------------- | ---------------- | --------------- |
| 1a  | Meet the Reaper                      | Il cupo mietitore            | 27 dicembre 1999 | 31 ottobre 2002 |
| 1b  | Skeletons in the Water Closet        | Lo scheletro nel bagno       | 24 agosto 2001   | 31 ottobre 2002 |
| 2a  | Opposite Day                         | Il giorno dei contrari       | 31 agosto 2001   | 4 novembre 2002 |
| 2b  | Look Alive!                          | Un modello tenebroso         | 31 agosto 2001   | 4 novembre 2002 |
| 3a  | Mortal Dilemma                       | Dilemma mortale              | 7 settembre 2001 | 5 novembre 2002 |
| 3b  | Get Out of My Head!                  | Fuori dalla mia testa!       | 7 settembre 2001 | 5 novembre 2002 |
| 4   | Fiend Is Like Friend Without the 'R' | Un pieno d'amicizia          | 5 ottobre 2001   | 6 novembre 2002 |
| 5   | Recipe for Disaster                  | I biscotti di Zia Kali       | 12 ottobre 2001  | 7 novembre 2002 |
| 6   | A Dumb Wish                          | Uno stupido desiderio        | 19 ottobre 2001  | 8 novembre 2002 |
| 7a  | Grim vs. Mom                         | Tua madre mi odia            | 19 luglio 2001   | 27 ottobre 2003 |
| 7b  | Tastes Like Chicken                  | La festa a sorpresa          | 19 luglio 2001   | 27 ottobre 2003 |
| 8a  | Grim or Gregory?                     | Chi c'è dietro la maschera?  | 26 luglio 2001   | 28 ottobre 2003 |
| 8b  | Something Stupid This Way Comes      | Cercasi amici disperatamente | 26 luglio 2001   | 28 ottobre 2003 |
| 9a  | A Grim Surprise                      | Una sorpresa per Mandy       | 2 agosto 2001    | 29 ottobre 2003 |
| 9b  | Beasts & Barbarians                  | Il tenebroso videogioco      | 2 agosto 2001    | 29 ottobre 2003 |
| 10a | Hoss Delgado: Spectral Exterminator  | Lo sterminatore di spettri   | 9 agosto 2001    | 30 ottobre 2003 |
| 10b | To Eris Human                        | Chi la fa l'aspetti          | 9 agosto 2001    | 30 ottobre 2003 |
| 11a | Billy's Growth Spurt                 | Il brufolo di Billy          | 4 ottobre 2002   | 31 ottobre 2003 |
| 11b | Billy & the Bully                    | Billy e il bullo             | 4 ottobre 2002   | 31 ottobre 2003 |
| 12a | Big Trouble in Billy's Basement      | Il libro malefico            | 11 ottobre 2002  | 3 novembre 2003 |
| 12b | Tickle Me Mandy                      | La nuova Mandy               | 11 ottobre 2002  | 3 novembre 2003 |
| 13a | Little Rock of Horrors               | Una meteora affamata         | 18 ottobre 2002  | 4 novembre 2003 |
| 13b | Dream a Little Dream                 | Una pizza da incubo          | 18 ottobre 2002  | 4 novembre 2003 |

### Stagione 1b
| n° | Titolo originale                    | Titolo italiano                         | Prima TV USA    | Prima TV Italia |
| -- | ----------------------------------- | --------------------------------------- | --------------- | --------------- |
| 1a | Toadblatt's School of Sorcery       | Scuola di magia                         | 13 giugno 2003  | gennaio 2004    |
| 1b | Educating Grim                      | Tenebra va a scuola                     | 13 giugno 2003  | gennaio 2004    |
| 1c | It's Hokey Mon!                     | Mostri strambi                          | 13 giugno 2003  | gennaio 2004    |
| 2a | Night of the Living Grim            | La lunga notte di Tenebra               | 20 giugno 2003  | gennaio 2004    |
| 2b | Brown Evil                          | Il biscotto della malvagità             | 20 giugno 2003  | gennaio 2004    |
| 2c | Brown Evil                          | Il biscotto della malvagità             | 20 giugno 2003  | gennaio 2004    |
| 3a | Mandy, the Merciless                | Mandy, la spietata                      | 27 giugno 2003  | gennaio 2004    |
| 3b | Creating Chaos                      | Creando il caos                         | 27 giugno 2003  | gennaio 2004    |
| 3c | The Really Odd Couple               | La stranissima coppia                   | 27 giugno 2003  | gennaio 2004    |
| 4a | Who Killed Who?                     | Chi ha ucciso chi?                      | 4 luglio 2003   | gennaio 2004    |
| 4b | Tween Wolf                          | Il lupo mannaro                         | 4 luglio 2003   | gennaio 2004    |
| 5a | Grim in Love                        | Tenebra e Malaria                       | 11 luglio 2003  | gennaio 2004    |
| 5b | Crushed                             | Una cotta per Mandy                     | 11 luglio 2003  | gennaio 2004    |
| 5c | Love is "Evol" Spelled Backwards    | Un amore indiavolato                    | 11 luglio 2003  | gennaio 2004    |
| 6a | The Crawling Niceness               | Un insetto gentile                      | 18 luglio 2003  | gennaio 2004    |
| 6b | Smarten Up!                         | Svegliati, cervello!                    | 18 luglio 2003  | gennaio 2004    |
| 6c | The Grim Show                       | Tenebra Show                            | 18 luglio 2003  | gennaio 2004    |
| 7a | Son of Nergal                       | Il figlio di Nergal                     | 25 luglio 2003  | gennaio 2004    |
| 7b | Sister Grim                         | Suor Tenebra                            | 25 luglio 2003  | gennaio 2004    |
| 7c | Go-Kart 3000!                       | Go-kart 3000                            | 25 luglio 2003  | gennaio 2004    |
| 8a | Terror of the Black Knight          | Il terrore del cavaliere nero           | 1º agosto 2003  | gennaio 2004    |
| 8b | Battle of the Bands                 | Una battaglia rock                      | 1º agosto 2003  | gennaio 2004    |
| 9a | Grim for a Day                      | Tenebra per un giorno                   | 15 agosto 2003  | gennaio 2004    |
| 9b | Chicken Ball Z                      | Palla di pollo                          | 15 agosto 2003  | gennaio 2004    |
| 9c | The Halls of Time                   | Una gita nel tempo                      | 15 agosto 2003  | gennaio 2004    |
| 10 | Billy & Mandy's Jacked-Up Halloween | Billy & Mandy in un infernale Halloween | 1º ottobre 2003 | gennaio 2004    |
| 11 | Five O' Clock Shadows               | L'ombra delle cinque                    | 22 ottobre 2004 | gennaio 2004    |

## Stagione 2
| n° | Titolo originale                             | Titolo italiano                              | Prima TV USA   | Prima TV Italia  |
| -- | -------------------------------------------- | -------------------------------------------- | -------------- | ---------------- |
| 1a | Spider's Little Daddy                        | Un papà per Jeff                             | 11 giugno 2004 | 31 ottobre 2005  |
| 1b | Tricycle of Terror                           | Il triciclo del terrore                      | 11 giugno 2004 | 31 ottobre 2005  |
| 2a | Dumb Luck                                    | La lumaca della catastrofe                   | 18 giugno 2004 | 1º novembre 2005 |
| 2b | No Body Loves Grim                           | Nessuno ama Tenebra                          | 18 giugno 2004 | 1º novembre 2005 |
| 3a | Li'l Porkchop                                | Il piccolo porcellino                        | 25 giugno 2004 | 2 novembre 2005  |
| 3b | Skarred for Life                             | Oltre la porta                               | 25 giugno 2004 | 2 novembre 2005  |
| 4a | House of Pain                                | Il maestro                                   | 2 luglio 2004  | 3 novembre 2005  |
| 4b | A Grim Prophecy                              | L'orrida profezia                            | 2 luglio 2004  | 3 novembre 2005  |
| 4c | Mandy Bites Dog                              | Storie di cani                               | 2 luglio 2004  | 3 novembre 2005  |
| 5a | Nursery Crimes                               | Mi racconti una storia?                      | 9 luglio 2004  | 4 novembre 2005  |
| 5b | My Peeps                                     | A me gli occhi                               | 9 luglio 2004  | 4 novembre 2005  |
| 6a | Nigel Planter and the Chamber Pot of Secrets | Nigel Planter e il vaso da notte dei segreti | 16 luglio 2004 | 7 novembre 2005  |
| 6b | Circus of Fear                               | Circo della paura                            | 16 luglio 2004 | 7 novembre 2005  |
| 7a | Bully Boogie                                 | Il bubù verde                                | 23 luglio 2004 | 8 novembre 2005  |
| 7b | Here Thar Be Dwarves!                        | Elfi e nani                                  | 23 luglio 2004 | 8 novembre 2005  |
| 8a | Which Came First?                            | Uovo o gallina?                              | 30 luglio 2004 | 9 novembre 2005  |
| 8b | Substitute Teacher                           | La supplente                                 | 30 luglio 2004 | 9 novembre 2005  |

## Stagione 3
| n°  | Titolo originale                               | Titolo italiano                         | Prima TV USA     | Prima TV Italia  |
| --- | ---------------------------------------------- | --------------------------------------- | ---------------- | ---------------- |
| 1a  | Super Zero                                     | Super Zero                              | 1º ottobre 2004  | 10 novembre 2005 |
| 1b  | Sickly Sweet                                   | La maschera di ferro                    | 1º ottobre 2004  | 10 novembre 2005 |
| 2a  | Bearded Billy                                  | Che barba!                              | 8 ottobre 2004   | 11 novembre 2005 |
| 2b  | The Nerve                                      | Il coraggio                             | 8 ottobre 2004   | 11 novembre 2005 |
| 3a  | Test of Time                                   | La tesi di storia                       | 15 ottobre 2004  | 14 novembre 2005 |
| 3b  | A Kick in the Asgard                           | Billy, il vichingo                      | 15 ottobre 2004  | 14 novembre 2005 |
| 4a  | Attack of the Clowns                           | L'attacco dei clown                     | 29 ottobre 2004  | 15 novembre 2005 |
| 4b  | Complete and Utter Chaos! (Billy Gets Dumber!) | Billy diventa più scemo (Caos completo) | 29 ottobre 2004  | 15 novembre 2005 |
| 5a  | Whatever Happened To Billy Whatishisname?      | Che cosa è successo a Billy?            | 5 novembre 2004  | 16 novembre 2005 |
| 5b  | Just the Two of Pus                            | Salta sul pus                           | 5 novembre 2004  | 16 novembre 2005 |
| 6a  | Chocolate Sailor                               | Il marinaio di cioccolata               | 12 novembre 2004 | 17 novembre 2005 |
| 6b  | The Good, the Bad & the Toothless              | Il buono, il brutto e lo sdentato       | 12 novembre 2004 | 17 novembre 2005 |
| 7a  | That's My Mummy                                | È la mia mummia!                        | 26 novembre 2004 | 18 novembre 2005 |
| 7b  | Toys Will Be Toys                              | I giocattoli sono giocattoli            | 26 novembre 2004 | 18 novembre 2005 |
| 8   | The Secret Snake Club                          | Il club segreto del sonagliero          | 25 febbraio 2005 | 21 novembre 2005 |
| 9a  | The Bad News Ghouls                            | Gli spettri delle brutte notizie        | 8 aprile 2005    | 23 novembre 2005 |
| 9b  | The House of No Tomorrow                       | La casa senza un domani                 | 8 aprile 2005    | 23 novembre 2005 |
| 10a | Happy Huggy Stuffy Bears                       | Felice orso coccolone                   | 15 aprile 2005   | 24 novembre 2005 |
| 10b | The Secret Decoder Ring                        | L'anello decodificatore                 | 15 aprile 2005   | 24 novembre 2005 |
| 11a | Wild Parts                                     | Parti selvagge                          | 3 giugno 2005    | 25 novembre 2005 |
| 11b | The Problem with Billy                         | Un problema con Billy                   | 3 giugno 2005    | 25 novembre 2005 |
| 12  | Wishbones                                      | Teschio delle mie brame                 | 10 giugno 2005   | 2005             |
| 12  | Wishbones                                      | Teschio delle mie brame                 | 17 giugno 2005   | 2005             |
| 13a | Dream Mutt                                     | Il bastardino dei sogni                 |                  | 2005             |
| 13b | Scythe For Sale                                | Vendesi falce                           |                  | 2005             |

## Stagione 4
| n°  | Titolo originale                 | Titolo italiano                    | Prima TV USA    | Prima TV Italia  |
| --- | -------------------------------- | ---------------------------------- | --------------- | ---------------- |
| 1a  | Duck!                            | Una voce alle spalle               | 24 giugno 2005  | 2005             |
| 1b  | Aren't You Chupacabra to See Me? | La mia amica Chupacabra            | 24 giugno 2005  | 2005             |
| 2a  | Zip Your Fly!                    | La mosca                           | 27 giugno 2005  | 2005             |
| 2b  | Puddle Jumping                   | Tuffo nell'aldiquà                 | 27 giugno 2005  | 2005             |
| 3a  | He's Not Dead, He's My Mascot    | Pelo gattone                       | 1º aprile 2005  | 22 novembre 2005 |
| 3b  | Hog Wild                         | La moto infernale                  | 1º aprile 2005  | 22 novembre 2005 |
| 4   | My Fair Mandy                    | My Fair Mandy                      | 29 luglio 2005  | 2006             |
| 5a  | Jeffy's Web                      | Papà ragno                         | 24 giugno 2005  | 2006             |
| 5b  | Irwin Gets a Clue                | Il superganzo                      | 24 giugno 2005  | 2006             |
| 6a  | Runaway Pants                    | Pantaloni da corsa                 | 24 giugno 2005  | 28 giugno 2005   |
| 6b  | Scythe 2.0                       | Una nuova falce per Tenebra        | 24 giugno 2005  | 28 giugno 2005   |
| 7a  | The Firebird Sweet               | L'uccello di fuoco                 | 29 giugno 2005  | 2006             |
| 7b  | The Bubble with Billy            | Le supergomme                      | 29 giugno 2005  | 2006             |
| 8a  | Billy Idiot                      | Billy Idiot                        | 30 giugno 2005  | 2006             |
| 8b  | Home of the Ancients             | La paura va in pensione            | 30 giugno 2005  | 2006             |
| 9a  | One Crazy Summoner               | La scuola Toadblatt                | 5 agosto 2005   | 2006             |
| 9b  | Guess What's Coming to Dinner?   | Indovina cosa viene a cena         | 5 agosto 2005   | 2006             |
| 10a | Mommy Fiercest                   | Pane e farina                      | 12 agosto 2005  | 2006             |
| 10b | The Taking Tree                  | L'albero cleptomane                | 12 agosto 2005  | 2006             |
| 11a | Reap Walking                     | I cambiamenti di Tenebra           | 7 ottobre 2005  | 2006             |
| 11b | The Loser from the Earth's Core  | Una frana dal centro della Terra   | 7 ottobre 2005  | 2006             |
| 12a | Ecto Cooler                      | BillyDandy                         | 14 ottobre 2005 | 2006             |
| 12b | The Schlubs                      | Gli Schlubs                        | 14 ottobre 2005 | 2006             |
| 13  | Prank Call of Cthulhu            | Non svegliare lo Cthulhu che dorme | 21 ottobre 2005 | maggio 2006      |

## Stagione 5
| n°  | Titolo originale                      | Titolo italiano                        | Prima TV USA     | Prima TV Italia  |
| --- | ------------------------------------- | -------------------------------------- | ---------------- | ---------------- |
| 1a  | Billy Ocean                           | Billy Ocean                            | 6 gennaio 2006   | 30 ottobre 2006  |
| 1b  | Hill Billy                            | Giocolandia                            | 6 gennaio 2006   | 30 ottobre 2006  |
| 2   | Keeper of the Reaper                  | La parola ai giurati                   | 13 gennaio 2006  | 31 ottobre 2006  |
| 3a  | The Love That Dare Not Speak Its Name | L'amore è mio e me lo tengo            | 20 gennaio 2006  | 1º novembre 2006 |
| 3b  | Major Cheese                          | Il merendone                           | 20 gennaio 2006  | 1º novembre 2006 |
| 4a  | Modern Primitives                     | Un cavernicolo in città                | 27 gennaio 2006  | 2 novembre 2006  |
| 4b  | Giant Billy and Mandy All Out Attack  | La battaglia dei giganti               | 27 gennaio 2006  | 2 novembre 2006  |
| 5a  | The Wrongest Yard                     | Quella sporca ultima meta              | 17 febbraio 2006 | 3 novembre 2006  |
| 5b  | Druid, Where's My Car?                | L'albero malefico                      | 17 febbraio 2006 | 3 novembre 2006  |
| 6a  | Herbicidal Maniac                     | L'erba assassina                       | 20 marzo 2006    | 6 novembre 2006  |
| 6b  | Chaos Theory                          | La teoria del caos                     | 20 marzo 2006    | 6 novembre 2006  |
| 7a  | A Grim Day                            | Una giornata tenebrosa                 | 22 marzo 2006    | 7 novembre 2006  |
| 7b  | Pandora's Lunch Box                   | Il cestino del pranzo di Pandora       | 22 marzo 2006    | 7 novembre 2006  |
| 8   | Billy and Mandy vs. the Martians      | Billy e Mandy contro i marziani        | 24 marzo 2006    | 8 novembre 2006  |
| 9a  | Dumb-Dumbs & Dragons                  | Stupidoni e draghi                     | 12 maggio 2006   | 9 novembre 2006  |
| 9b  | Fear and Loathing in Endsville        | Paura e disgusto a Endsville           | 12 maggio 2006   | 9 novembre 2006  |
| 10a | Dad Day Afternoon                     | La festa del papà                      | 5 giugno 2006    | 10 novembre 2006 |
| 10b | Scary Poppins                         | La buona educazione                    | 5 giugno 2006    | 10 novembre 2006 |
| 11a | Hurter Monkey                         | La scimmia fastidiosa                  | 7 luglio 2006    | 13 novembre 2006 |
| 11b | Goodbling and the Hip-Hop-Opotamus    | Il preside è impazzito                 | 7 luglio 2006    | 13 novembre 2006 |
| 12a | Spidermandy                           | Mandy la donna ragno                   | 14 luglio 2006   | 14 novembre 2006 |
| 12b | Be A-Fred, Be Very A-Fred             | Fred e il frozen yogurt                | 14 luglio 2006   | 14 novembre 2006 |
| 13a | The Crass Unicorn                     | L'unicorno arrogante                   | 21 luglio 2006   | 15 novembre 2006 |
| 13b | Billy & Mandy Begins                  | L'inizio della storia di Billy e Mandy | 21 luglio 2006   | 15 novembre 2006 |

## Stagione 6
| n°  | Titolo originale                           | Titolo italiano                             | Prima TV USA      | Prima TV Italia  |
| --- | ------------------------------------------ | ------------------------------------------- | ----------------- | ---------------- |
| 1a  | Everything Breaks                          | Il rompitutto                               | 6 ottobre 2006    | 1º novembre 2007 |
| 1b  | The Show That Dare Not Speak Its Name      | Il cubo magico                              | 6 ottobre 2006    | 1º novembre 2007 |
| 2a  | The Secret Snake Club vs. P.E.             | Il club del serpente                        | 20 ottobre 2006   | 2 novembre 2007  |
| 2b  | King Tooten Pooten                         | Il re Tooten Pooten                         | 20 ottobre 2006   | 2 novembre 2007  |
| 3a  | Billy Gets an 'A'                          | Billy prende una A                          | 5 gennaio 2007    | 5 novembre 2007  |
| 3b  | Yeti or Not, Here I Come                   | Yeti o no, eccomi qui!                      | 5 gennaio 2007    | 5 novembre 2007  |
| 4a  | Nergal's Pizza                             | La pizza di Nergal                          | 2 marzo 2007      | 6 novembre 2007  |
| 4b  | Hey, Water You Doing?                      | Una magica avventura                        | 2 marzo 2007      | 6 novembre 2007  |
| 5a  | Company Halt                               | Guai a chi tocca                            | 30 marzo 2007     | 7 novembre 2007  |
| 5b  | Anger Mismanagement                        | Rabbia e gentilezza                         | 30 marzo 2007     | 7 novembre 2007  |
| 6a  | Waking Nightmare                           | Se mi svegli, sono guai!                    | 6 aprile 2007     | 8 novembre 2007  |
| 6b  | Beware of the Undertoad                    | Il rospo del mare                           | 6 aprile 2007     | 8 novembre 2007  |
| 7a  | The Greatest Love Story Ever Told Ever     | La festa di San Valentino                   | 13 aprile 2007    | 9 novembre 2007  |
| 7b  | Detention X                                | La più perfida del reame                    | 13 aprile 2007    | 9 novembre 2007  |
| 8   | Billy and Mandy Moon the Moon              | Billy & Mandy avventura ai quattro formaggi | 28 maggio 2007    | 12 novembre 2007 |
| 9a  | Dracula Must Die!                          | La moglie di Dracula                        | 21 settembre 2007 | 13 novembre 2007 |
| 9b  | Short Tall Tales                           | Una leggenda per tutti                      | 21 settembre 2007 | 13 novembre 2007 |
| 10a | Nigel Planter and the Order of the Peanuts | Nigel Planter e le noccioline in barattolo  | 28 settembre 2007 | 14 novembre 2007 |
| 10b | The Incredible Shrinking Mandy             | L'irresistibile ascesa di Mandy             | 28 settembre 2007 | 14 novembre 2007 |
| 11a | El Dia de Los Muertos Estupidos            | La festa del Dia De Los Muertos             | 9 novembre 2007   | 15 novembre 2007 |
| 11b | Heartburn                                  | Il segreto di Irwin                         | 9 novembre 2007   | 15 novembre 2007 |

## Film
| nº | Titolo originale                         | Titolo italiano                               | Prima TV USA    | Prima TV Italia  |
| -- | ---------------------------------------- | --------------------------------------------- | --------------- | ---------------- |
| 1  | Billy & Mandy's Big Boogey Adventure     | Billy & Mandy alla ricerca dei poteri perduti | 30 marzo 2007   | 31 ottobre 2007  |
| 2  | Billy & Mandy: Wrath of the Spider Queen | La collera della regina ragno                 | 6 luglio 2007   | 1º novembre 2007 |
| 3  | Underfist: Halloween Bash                | Gang Spaccagrugno                             | 12 ottobre 2008 | 4 settembre 2010 |

Billy & Mandy alla ricerca dei poteri perduti
Billy, Mandy, Tenebra e Irwin saranno coinvolti in un’avventura contro l’Uomo Nero tra mostri, pirati e robot futuristici. Quando il mondo degli inferi priva Tenebra dei suoi poteri e della sua falce (per colpa dell’abuso fattone dai due ragazzini), i tre ingaggiano una corsa contro il tempo per recuperare la Mano dell’Orrore, uno strumento in grado di trasformare chi lo possiede nell’essere più spaventoso al mondo. Nel lungometraggio compaiono una versione robotizzata dei due protagonisti: Billybot e Mandroid, parodie di film come “Terminator 2 - Il giorno del giudizio e riferimenti ai classici dell’animazione come la presenza dei Flintstones nell’epilogo.
La collera della regina ragno
Dal passato di Tenebra riappare un nemico dimenticato, la Regina Ragno, un tempo sua compagna di scuola e amante. Billy e Mandy si ritrovano a dover unire le loro forze per salvare la Terra da questo mostro malefico.
Gang Spaccagrugno
È uno spin-off che segna il finale della serie. La notte di Halloween Billy e Mandy, insieme agli amici Irwin e Tenebra, sono in giro per le strade a proporre i loro dolcetti o scherzetti. Nel rientrare a casa dopo un incontro di scarso successo con Dracula, Mandy convince Irwin ad aprire uno strano portale che fa piombare sulla terra un esercito di caramelle guerriere, guidate da Bun Bun, un coniglio di marshmallow, che seminano il terrore nell'intero quartiere. Mandy finisce per essere trasportata e imprigionata nel mondo delle caramelle. Per salvare la città, Irwin, Hoss Delgado, Jeff, Scar e Fred Fredburger uniscono le loro forze e danno origine alla Gang Spaccagrugno, dando il via ad una battaglia senza regole ed esclusione di colpi contro il nuovo esercito di mostri di Ban Ban.

## Speciali
| nº | Titolo originale                    | Titolo italiano                             | Prima TV USA     | Prima TV Italia  |
| -- | ----------------------------------- | ------------------------------------------- | ---------------- | ---------------- |
| 1  | Billy & Mandy's Jacked-Up Halloween | Billy & Mandy in un infernale Halloween     | 1º ottobre 2003  | 2004             |
| 2  | Billy and Mandy Save Christmas      | Billy & Mandy salvano il Natale             | 16 dicembre 2005 | 25 dicembre 2006 |
| 3  | Billy and Mandy Moon the Moon       | Billy & Mandy avventura ai quattro formaggi | 28 maggio 2007   | 2007             |
| 4  | The Grim Adventures of the KND      | Le tenebrose avventure dei KND              | 11 novembre 2007 | 30 ottobre 2007  |

## Billy & Mandy in un infernale Halloween
Billy, Mandy e Tenebra fanno dolcetto o scherzetto per Halloween, ma Irwin viene lasciato indietro perché ha bisogno di un costume più spaventoso. Dopo aver fatto uno scherzo a un'anziana signora e aver preso delle caramelle, Tenebra racconta la storia del motivo per cui le persone fanno scherzi, di cui era parzialmente responsabile. Racconta di Jack, un burlone della vecchia Endsville che non sapeva mai quando fermarsi. Un giorno, i cittadini decisero di punirlo per i suoi continui scherzi, e fecero uno scherzo alla regina, ma lo firmarono "Da: Jack"; di conseguenza, la regina arrabbiata ha inviato un cavaliere per uccidere Jack. Quando Tenebra ha cercato l'anima di Jack, quest'ultimo ha rubato la sua falce. In cambio della sua falce, Tenebra ha promesso a Jack la vita eterna, tuttavia dopo aver concluso l'affare, Tenebra prende la sua falce e taglia la testa a Jack, dimostrando che nessuno vedrà mai più la sua faccia. In seguito, Jack ha deciso di usare una zucca come testa e, soffrendo per la perdita della sua vera testa e imparando la lezione su come non esagerare con gli scherzi, decide di presentarsi ogni Halloween per fare scherzi ai cittadini di Endsville aspettando il resto dell'anno a casa sua. Dopo aver ascoltato la storia, Billy si separa dal gruppo e trova la casa di Jack in centro. Jack si rende conto che Billy sta portando la vera falce del Mietitore, quindi gliela prende e la usa per aprire le porte degli Inferi e far emergere i fantasmi, che causano il caos nella città. Jack ha quindi intenzione di vendicarsi di Tenebra tagliandogli la testa che, tagliata con la falce del Mietitore, rimarrà fuori "per sempre". Per impedire a Jack di portare avanti la sua vendetta, Mandy organizza una serie di scherzi per lui. Gli scherzi colpiscono invece Irwin, provocando grandi risate da Jack e dai suoi ghoul, che tornano negli Inferi. Tenebra recupera la sua falce e manda anche Jack negli Inferi.

## Billy & Mandy salvano il Natale
Il giorno prima di Natale, Billy, Mandy e Tenebra vanno al centro commerciale, dove Mandy si lamenta che Babbo Natale è solo un'invenzione delle aziende. Tenebra assicura a Mandy che Babbo Natale è reale e che sono persino andati al college insieme. Decidono di recarsi al Polo Nord e incontrare Babbo Natale, tuttavia quando arrivano la signora Claus dice loro che Babbo Natale è stato trasformato in un feroce vampiro. Per salvare il Natale, Mandy e Tenebra vanno da capo vampiro, il barone Von Ghoulish, mentre Billy rimane con la signora Claus per prendersi cura di lei. Si scopre che Von Ghoulish, ossessionato dalla pulizia, non è il vampiro che stanno cercando, quindi si mettono alla ricerca di capo capo vampiro. Mandy, Tenebra e Von Ghoulish tornano al laboratorio di Babbo Natale dove viene rivelato che la signora Claus è in realtà il capo capo vampiro e che è stata lei a trasformare Babbo Natale, cosa che ha fatto per prendersi una pausa da tutto il suo lavoro. Billy trova le istruzioni olografiche per cuocere i biscotti, che dà al Babbo Natale vampiro, riportandolo alla normalità. Alla fine, la signora Claus e Mandy si preparano per un confronto finale, tuttavia Babbo Natale arriva in tempo per riconciliarsi con sua moglie.

## Le tenebrose avventure dei KND
Billy resta a casa da solo e si infila i pantaloni del padre, che non riesce più a togliere, chiedendo quindi l'aiuto degli Ed. Non avendo però più denaro, il trio si rifiuta di aiutarlo. Successivamente chiama, credendo di trovarsi davanti alle Superchicche, il Kommando Nuovi Diavoli: Nigel si traveste da Billy ma i suoi piani vengono interrotti da Mandy che scopre il camuffamento. Nel frattempo i Signorini Perfettini, dopo essersi fusi assieme a Billy in un'entità simile a Tenebra ed aver catturato Numero 2, vogliono conquistare il mondo, mentre Mandy ribattezza il nome del KND (Kommando Nuovi Diavoli) con il nome MND (Mandy Nuova Dittatrice), schiavizzando Numero 3 e Numero 4 e mettendo in discussione le obiezioni di Numero 5, tanto da far internare quest'ultima con la convinzione di essere stata infettata da un virus sperimentato dagli adulti. Infine Tenebra e Nigel si alleano per sconfiggere il MND, nel frattempo fusosi in un'unica entità assieme ai Signorini Perfettini, a Billy e a tutti i ragazzi del quartiere catturati nel frattempo, per ritrasformarlo nel KND, finché non arriva Harold, il padre di Billy, che toglierà i pantaloni all'entità. Nel finale Harold punisce ingiustamente Nigel travestitosi da Billy.